# Haus 24 Rue du Camp Ferme
Das Haus 24 Rue de Camp Ferme in Falaise, einer französischen Gemeinde im Département Calvados in der Region Normandie, wurde im 17. Jahrhundert errichtet. Das Gebäude in der Rue de Camp Ferme steht seit 1973 als Monument historique mit der Fassade, dem Dach und Turm mit Ecktürmchen auf der Liste der geschützten Baudenkmäler in Frankreich.